# Jason Avant
Jason Raye Avant (ur. 20 kwietnia 1983 w Chicago w stanie Illinois) – amerykański zawodnik futbolu amerykańskiego, grający na pozycji wide receiver. W rozgrywkach akademickich NCAA występował w drużynie Michigan Wolverines.
W roku 2006 przystąpił do draftu NFL. Został wybrany w drugiej rundzie 109. wybór) przez zespół Philadelphia Eagles. W drużynie z Pensylwanii występuje do tej pory. 8 marca 2010 Avant podpisał ze swoim zespołem nowy 5-letni kontrakt.